# 奈良騒音傷害事件
奈良騒音傷害事件（ならそうおんしょうがいじけん）は、奈良県生駒郡平群町の主婦が約2年半にわたり大音量の音楽を流すなどの方法で騒音を出し続け、それにより近所に住む夫婦を不眠・目眩などで通院させた事件。2005年4月、傷害罪の容疑で奈良県警に逮捕され、2007年4月に最高裁で実刑判決が確定した。騒音を出す現場が被害者夫婦により録画、マスコミ各社に提供され、テレビのワイドショーで主婦が「引っ越し、引っ越し」などと大声で叫ぶ様子が何度も流れ、騒音おばさんの名前で有名になった。

## 経緯
主婦は、1988年に大阪から奈良県平群町に転入した。翌年、主婦は被害者夫婦の隣の住民とけんかになり、両者の争いは裁判にまで発展したが、このときは被害の大きかった主婦側が勝訴し、敗訴した隣の住民は引っ越していった。その後は、被害者夫婦がターゲットとなり、1991年に最初のトラブルが発生する。被害女性によると、1996年のある日を境に、24時間365日、音楽が鳴り続くようになった。同年、被害住民は最初の民事訴訟を起こし、1999年に最高裁で60万円の慰謝料を認める被告側敗訴の判決が確定した。しかし、嫌がらせは止まず、翌年、防犯カメラに被害者宅の玄関を蹴っている映像が記録されると、主婦は器物損壊の容疑で逮捕された。音楽が止んだのはこの逮捕勾留中だけであった。被害女性によると、主婦の夫と子供は病気で入院しており、娘2人も逮捕の5年ほど前に相次いで亡くなっている。
主婦が騒音を出し始めたのは、朝6時に布団をたたいていることなどを隣家の人に注意されたのがきっかけ。逮捕容疑では2002年11月から2005年4月に逮捕されるまで、CDラジカセからユーロビートやヒップホップ、R&Bなどの音楽を大音量で24時間流し続けた。それ以外にも、車のクラクションをむやみに鳴らしたり、怒声を浴びせたり、昼夜問わずインターホンを鳴らす、取材に訪れた記者に凄まじい形相でまくし立てるなど奇行を展開し、隣家の主婦は不眠や頭痛で約1か月の治療が必要と診断された。 主婦の行為を写したビデオはテレビのワイドショーなどでも盛んに流されたが、警察官が訪れた時だけ騒音行為をやめるなど証拠が不十分であったため、奈良県警は音の大きさの測定や被害者の診断書提出を受けて、ようやく逮捕に踏み切った。

## 裁判

### 刑事裁判
2005年6月27日、奈良地裁（奥田哲也裁判長）で初公判が開かれ「音は出したが、大きな音とは思わない」と述べて起訴事実を否認した。冒頭陳述で検察側は被告が近隣住民から布団を叩く音がうるさいと苦情を言われたことなどに腹を立て「いやがらせのつもりで音楽を流すようになった」と指摘した。一方、弁護側は傷害罪と暴行罪の両罪とも無罪を主張した。
2006年2月24日、論告求刑公判で検察側は「隣人に苦しみを与えた陰湿な犯行で、嫌がらせは約2年6か月にわたった。“騒音おばさんの町”として平群町の悪評を広めた」とし、懲役3年を求刑したのに対し、被告の主婦は「（被害者の）女性が何でもわたしのせいにした」などとという便箋70枚にもわたる意見陳述書を読み上げようとしたところ、裁判長に途中で止められた。弁護側は音を流したことは傷害の実行行為とはいえないとして無罪を主張した。また、第2回公判では、被告の主婦は「謝ってしもうたら、冤罪を認めることになる。自分に罪はない。認めるつもりはない！」などと罪状を否認し、証拠として採用された「引っ越し、引っ越し」と叫びながら布団をたたく映像が法廷で流されると、その映像の音楽に合わせてリズムをとる場面もあった。
2006年4月21日、奈良地裁（奥田哲也裁判長）で判決公判が開かれ「被害者に困惑を与えることに徹した執拗、陰湿な犯行で、再犯の可能性も高い」として懲役1年の実刑判決を言い渡した。
判決では、2年5ヶ月の長期にわたり騒音を発生させた行為は夫婦に精神的ストレスを与え、身体の生理的機能を害する危険性があるとして傷害罪にあたると認定した。また、犯行態様については「身体に何らかの傷害を負う可能性があることを知りつつ騒音を出し続けた」として、傷害の未必的故意があったと結論付けた。
主婦は判決を不服として即日控訴した。奈良地検も「2年以上にわたり積極的に危害を加えたのに、量刑が軽すぎる」などとして控訴した。
2006年9月12日、大阪高裁（白井万久裁判長）で控訴審初公判が開かれ、弁護側が「音楽を鳴らす行為は傷害罪には当たらない」などと改めて無罪を主張したのに対して、検察側は「長期にわたって警察などの警告を無視し、被害者に苦痛を与え続けており、1審判決は軽すぎる」と指摘した。
2006年12月26日、大阪高裁（古川博裁判長）で控訴審判決公判が開かれ「隣人女性への敵対的態度を今も崩しておらず、再犯の可能性も高い」として、一審・奈良地裁の判決を破棄し懲役1年8ヶ月の判決を言い渡した。判決では「被告は大音量の音楽を流すことにより、隣人女性の体に不調をもたらすことを明らかに認識していた」と述べ、一審と異なり傷害の確定的故意を認定。その上で「反省しておらず、一審判決は軽すぎる」と結論付けた。判決言い渡し後、裁判長は「（判決が確定すれば）あと3ヶ月ほど刑務所で過ごすことになります。あなたの行為は誰からも支持されないということを考えてほしい」と説諭した。被告の主婦は判決を不服として上告した。
2007年4月10日、最高裁第三小法廷（那須弘平裁判長）は被告側の上告を棄却する決定をしたため、懲役1年8ヶ月の判決が確定した。2005年の逮捕以降拘置が続いており、この未決拘置日数のうち約500日が刑に算入されるため、実際に服役するのは約3か月となった。主婦は2007年7月に刑の満期を迎え出所した。

### 民事裁判
2004年には被害住民から300万円の損害賠償を求めた2度目の民事訴訟を提訴された。
2005年10月6日、奈良地裁（大沢晃裁判官）は「迷惑行為を禁止した裁判所の仮処分決定を無視し、女性らに向け音楽を大音量で鳴らしたり、『引っ越し』『引っ越し』と怒号を上げたりするなど悪質な行為を続けた」として被告の主婦に200万円の支払いを命じる判決を言い渡した。
2006年7月20日、最高裁第一小法廷（才口千晴裁判長）は被告側の上告を棄却し、200万円の賠償を命じた判決が確定した。
2023年5月時点で被害住民は既に亡くなっており、主婦は現在も同じ場所に住み続けていることが明らかとなっている。

## 事件の影響
一審の実刑判決のニュースはasahi.comで週間1位のアクセスを得た。英字新聞でも報道され、見出しには「Mrs. Noisy」という呼び名が使われた。また、「騒音おばさん」はNHKの「未来観測 つながるテレビ@ヒューマン」のブログ・キーワードの週間ランキングにもランクインした。
2006年3月、事件のあった平群町では「騒音おばさんの町」の汚名返上を目指すべく、音や不法投棄などの近所迷惑行為を禁止する「平群町安全で安心な町づくりに関する条例」が同月24日に全会一致で可決され、同年6月1日から施行された。町は近隣住民から100回以上の苦情を受けていたが、これまで取り締まる根拠がないため、口頭で注意を促すことしかできなかったという。同条例では、公共、私有地の区別なく昼間（8時 - 20時）は65デシベル以上、夜間（20時 - 翌8時）は60デシベル以上を騒音と規定し、罰則はないが違反者には制止命令や文書での警告を行うとされている。身近な例では、掃除機の音が60デシベル以上とされる。
八戸工業大学大学院教授の橋本典久によると、米国には訴訟に至る前に近隣トラブルを解決する公的な専門機関が約30年前から設置されており、訓練を受けた民間ボランティアが調停を行うという。調停機関を視察した際に担当者に「騒音おばさん」のテレビ映像を見せたところ、「なぜこれほど深刻化するまで社会が放置したのか」と絶句されたといい、日本でも米国型の調停機関を設置すべきではないかと提案した。
事件後、千葉、大阪、茨城などでも騒音を巡って逮捕された女性が「騒音おばさん」として報道された。

### ポップカルチャー
一部のインターネットユーザーによって、「騒音おばさん」を題材とした音楽やFlashなどが作られた。
テレビ番組『めちゃ×2イケてるッ!』の2005年5月14日放送では、番組企画内で「騒音おばさんに扮した極楽とんぼの山本圭壱がロケを妨害する」という演出が放送された（めちゃ×2ツアーズ）。
嘉門達夫のシングルCD「替え唄メドレー2005」では、楽曲の冒頭で、童謡「村祭」のメロディーにのせて当事件を題材にした替え唄が歌われている。
2007年、高見沢俊彦（THE ALFEE）のソロアルバム『Kaleidoscope』には、宮藤官九郎が作詞した「騒音おばさんVS高音おじさん」が収録されており、干渉するのが大好きな近所のおばさんに、甲高い声の高見沢が翻弄されるさまが描かれている。 
2008年にはこの事件をモデルにしたテレビドラマ「水曜ミステリー9 神楽坂署生活安全課4 ご近所トラブル殺人事件」がテレビ東京で放映され、藤田弓子が太鼓やフライパンを叩きながら大声で歌い、近隣住民を悩ます「迷惑おばさん」を演じた。
2020年12月4日には、天野千尋の監督・脚本による当事件をモデルとした映画『ミセス・ノイズィ』が制作・公開される。被告人主婦がモデルの人物を大高洋子が演じた。

### 批判
2009年3月21日に放送されたNHKの番組「日本の、これから」の“テレビの存在意義とネットとの関係性について”という議題において、出演者の一名によりこの事件を例に挙げられ、被害者側が被告人を撮影していた事実、被告側の立場、上節に含まれるバラエティ番組やお笑い番組に至るまで流れていた背景を挙げて『ネット上に流れている情報を総合すると、テレビはあのおばさん（被告人）をおもちゃにしたのではないか』という、被告人に対しメディアを利用して被害を与えた点もあるという批判がもたらされた。